# Jean Hotman
Jean Hotman (1552 - † 26 de enero de 1636), marqués de Villiers-Saint-Paul, fue el consejero y embajador de Enrique IV de Francia.

## Biografía
Su padre, François Hotman, señor de Villiers-Saint-Paul, se convirtió al protestantismo y fue instigador de la conspiración de Amboise, por lo que se refugió en Ginebra y Basilea. Jean Hotman estudió en Oxford. Se convirtió en secretario del conde de Leicester, y luego siguió a su tío, embajador en Suiza. Fue uno de los negociadores de la Tregua de los Doce Años. 
Fue el primero, en 1603, en escribir en francés sobre la carga y la dignidad de ser embajador. Fue enviado por Enrique IV a los electores de Brandeburgo para hacer frente a la integración al Ducado de Prusia de Cleves y Jülich, después de una larga guerra de sucesión.
- Datos: Q777609